# Lacul Chanka
Lacul Chanka (în rusă Ханка озеро, transliterat: Hanka ozero, în chineză: : 興凱湖; sau: 兴凯湖; pinyin: Xīngkǎi Hú)) este cel mai mare lac din Asia fiind amplasat la granița dintre China și Rusia în Siberia orientală. Lacul are o lungime de 80 km cu o suprafață de aproape 4.400 km², fiind de opt ori mai mare decât lacul Constanța. El este alimentat de râul de graniță Tura și scurgerea apei din lac se realizează prin râul Sungatshi.